# Leopoldo Gout
Leopoldo Gout es un productor de cine, director de cine, novelista gráfico, escritor y compositor mexicano. Gout es el autor de la novela Radio Muerte, publicada por HarperCollins, y es productor ejecutivo de la película de animación Little Spirit: Christmas in New York, con NBC y Curious Pictures. 
Leopoldo Gout nació en México, D. F. y estudió arte contemporáneo en el Central Saint Martins School of the Arts en Londres. En 1996, Leopoldo fundó el grupo de arte mexicano y la producción de la empresa Calabazitaz (Inglés: Licitación Squash), con su hermano Everardo Gout, también un director, escritor y productor. Leopoldo escribió, dirigió y produjo varios cortometrajes de animación, para el que también compuso partituras originales de películas, a través de la entidad Calabazitaz. Everardo y Leopoldo desarrollaron Calabazitaz desarrollado en Casa Buñuel / Voodoo Post, un productor de películas, animación, documentales de televisión y vídeos musicales con distribución en todo el mundo. 
En 2004, se incorporó a Curious Pictures en la ciudad de Nueva York y se convirtió en un Socio y Productor Ejecutivo. En 2008 Leopoldo se convirtió en un ejecutivo clave en James Patterson Entretenimiento en 2006 a través de su colaboración con James Patterson en la novela gráfica Peligrosos Días de Daniel X. Leopoldo gestiona la coproducción de acuerdo entre James Patterson Entretenimiento y Curious Pictures para desarrollar Patterson-autor de los adultos jóvenes en los títulos animados de movimiento los medios de comunicación. 
La primera novela de Leopoldo, Radio Muerte, fue publicada en 2008 por HarperCollins.